# Álvaro Eugenio de Mendoza Caamaño Sotomayor
Álvaro Eugenio de Mendoza Caamaño Sotomayor, né le 14 novembre 1671 à Madrid et mort le 23 janvier 1761 à Madrid, est un cardinal espagnol du XVIIIe siècle.

## Biographie
Mendoza est élu Patriarche des Indes occidentales et archevêque titulaire de Pharsalus (de).
Le pape Benoit XIV le crée cardinal lors du consistoire du 10 avril 1747. Il ne participe pas au conclave de 1758 lors duquel Clément XIII est élu. Mendoza est connu pour son aversion de la richesse et distribue ses revenus entre les pauvres.

### Source
- (en) Fiche du cardinal sur le site de la FIU